# Federazione pallavolistica della Papua Nuova Guinea
La Federazione papuana di pallavolo (eng. Papua New Guinea Volleyball Federation, PNGVF) è un'organizzazione fondata per governare la pratica della pallavolo in Papua Nuova Guinea.
Organizza il campionato maschile e femminile, e pone sotto la propria egida la nazionale maschile e femminile.
Ha aderito alla FIVB nel 1988.